# 北埔事件

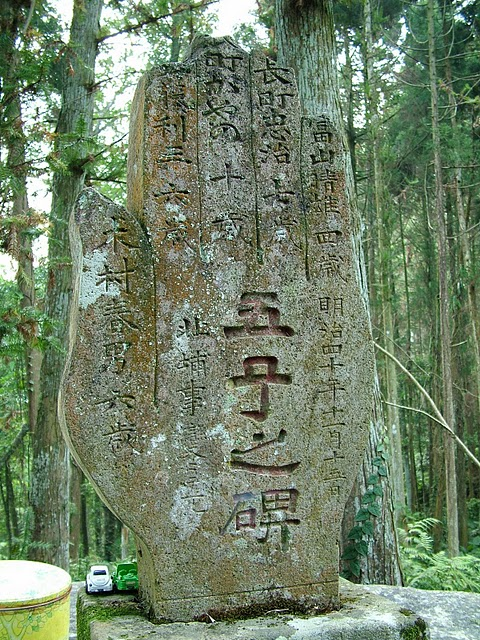
五子碑紀念被屠殺日本小孩

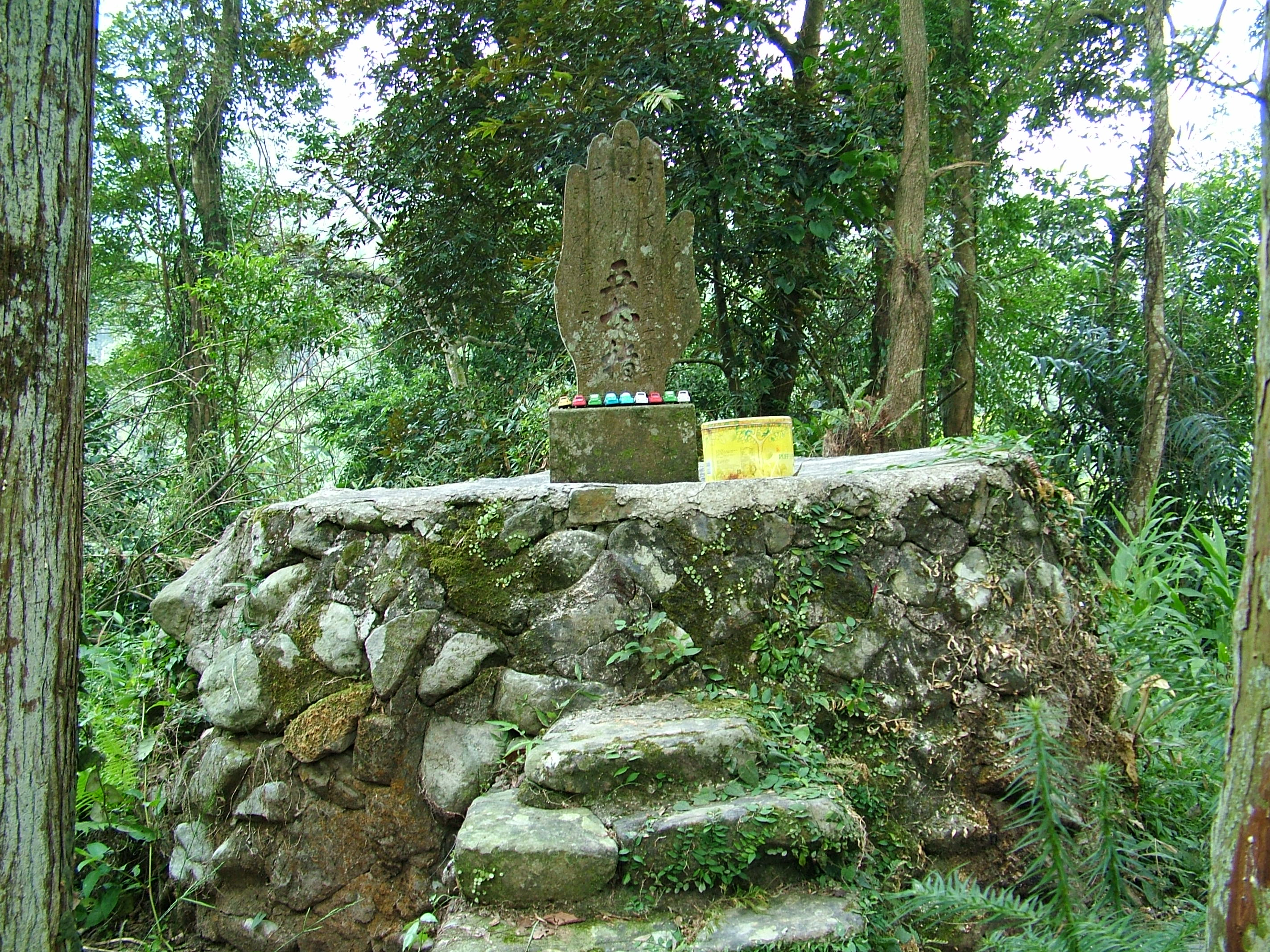
五子碑及其石製基座

北埔事件為1907年（明治40年）11月，發生於台灣新竹北埔的武裝衝突事件。

## 背景
1895年6月，台灣割讓給日本。許多漢人不願接受日本統治而起兵反抗，是為乙未戰爭。北埔姜紹祖也組織「敢字營」義勇軍抗日，但最後仍壯烈成仁。其自輓詩曰：｢遑戍孤軍自一支，九迴腸斷事可知，男兒應為國家計，豈可偷生降夷敵？｣。此為日本治台後「第一次北埔事件」。
1907年（明治四十年），台灣經日本12年的統治，但仍有許多台灣漢人、原住民等無法接受高壓統治。峨眉鄉客家人蔡清琳曾為巡查補（日治時期的基層警員），後因職場嫌隙、升等管道不合理與對日本帝國統治不認同等因素，因此離職。之後，偶然機遇，他對新竹北埔山區的漢人（有福佬人、客家人等）與賽夏族原住民自稱為「聯合復中興總裁」，謊稱大清帝國的軍隊即將登陸新竹，並利誘賽夏族大隘社頭目大打祿（漢名趙明政）加入，開出高額獵殺獎金（如「奪一把日本巡查配劍賞二十元」）。

## 北埔事件
1907年11月14日，由北埔台灣漢人何麥榮及賽夏族人共150餘人攻打北埔鄉支廳各分遣所。群眾最後攻打日警北埔支廳（即今金廣福公館），並且殺害北埔地區的北埔支廳廳長渡邊龜作、郵電局長、日警與日本人共57名，其中包括屠殺了5位4至10歲的小孩，但蔡清琳等人馬竟毫無動靜的冷眼旁觀。
台灣總督府聞訊後立即派兵從新竹到北埔來鎮壓，進行圍捕，參與武裝起事的台灣人死傷慘重，紛紛退入北埔山區，蔡清琳更跑到五峰鄉避難。當時日軍派駐北埔的人數約有二千人，日軍指揮官口喻當時北埔庄庄長徐泰新，如果逮捕不到這些抗日分子，就要把北埔庄民全部殺掉。因此，徐泰新馬上找來北埔望族姜家的負責人姜振乾商討如何安撫日軍，於是姜家願意負責日軍在北埔期間所有的開支費用，另外邀請當時的北埔公學校校長安部手作先生出面向政府請求不要殺害無辜的北埔百姓。同時北埔鄉長也要求何麥榮等抗日人士敢做敢當不要牽連北埔鄉親  。到了11月底，亂事便已全部平息，而附和的賽夏族人卻等不到清帝國軍隊入台，方知受騙，便將蔡清琳砍頭，並另行砍下十多名義勇的頭，與蔡清琳的屍骸一起交給台灣總督府。最後，日本軍警就此事逮捕百餘人。
1907年12月在北埔開設臨時法院審理此案，經審判後，該事件的首從共有9人被台灣總督府判處死刑，有期徒刑或行政處分者則為97人，並且秘密處死當地許多客家人。但由於當時總督府對原住民採「懷柔政策」，對於賽夏族僅沒收其槍械。而趙明政則佯死隱居避禍。1907年12月23日，發起事件的反日舉事者全部被日軍處死於內豐地區。二戰結束後，中華民國政府將蔡清琳等人列入忠烈祠。

## 結果與影響
在第二次北埔事件後立有「五子碑」，以紀念事件當中遇害的五位日本兒童。此反日事件的起事者多為鎮守隘勇線的台灣漢人兵勇或隘勇線外的原住民，台灣總督府以此為借鏡多加整頓該組織，另外，也重新調整與加強理蕃政策。改採不借台灣人之手，直接管理原住民的政策。不過，之後卻因此引起更大的霧社事件。

## 相關連結
- 乙未戰爭（包括第一次北埔事件的戰爭）
- 一八九五（描寫乙未戰爭與第一次北埔事件的電影）
- 霞喀羅古道
- 霞喀羅事件

## 外部連結
- 台湾総督府令 新竹廳北埔二臨時法院開設ノ件
- 北埔事件（賽夏族）（页面存档备份，存于），臺灣原住民歷史語言文化大辭典網路版，中華民國原住民族委員會、教育部
- 北埔02# 1907北埔事件百年回顧：訪談文字稿 - mimeo.org - blogger（页面存档备份，存于）
- #北埔 事件百年回顧 #Beipu 1907 (2007) （页面存档备份，存于）